# 9e cérémonie des Satellite Awards
La 9e cérémonie des Satellite Awards, décernée par The International Press Academy, a eu lieu le 23 janvier 2005, et a récompensé les films, téléfilms et séries télévisées produits l'année précédente.

## Palmarès

### Cinéma

#### Meilleur film dramatique
- Hotel Rwanda
  - Aviator (The Aviator)
  - Kill Bill : Vol. 2
  - Dr Kinsey (Kinsey)
  - Maria, pleine de grâce (María, ilena eres de gracia)
  - Vera Drake

#### Meilleur film musical ou comédie
- Sideways
  - Le Marchand de Venise (The Merchant of Venice)
  - Ray
  - Napoleon Dynamite
  - La Vie aquatique (The Life Aquatic with Steve Zissou)
  - Le Fantôme de l'Opéra (The Phantom of the Opera)

#### Meilleur réalisateur
- Mel Gibson pour La Passion du Christ (The Passion of the Christ)
  - Bill Condon pour Dr Kinsey (Kinsey)
  - Taylor Hackford pour Ray
  - Joshua Marston pour Maria, pleine de grâce (María, llena eres de gracia)
  - Alexander Payne pour Sideways
  - Martin Scorsese pour Aviator (The Aviator)

#### Meilleur acteur dans un film dramatique
- Don Cheadle pour le rôle de Paul Rusesabagina dans Hotel Rwanda
  - Kevin Bacon pour le rôle de Walter dans The Woodsman
  - Javier Bardem pour le rôle de Ramón Sampedro dans Mar adentro
  - Johnny Depp pour le rôle de J. M. Barrie dans Neverland (Finding Neverland)
  - Gael García Bernal pour le rôle de Che Guevara dans Carnets de voyage (Diarios de motocicleta)
  - Liam Neeson pour le rôle d'Alfred Kinsey dans Dr Kinsey (Kinsey)

#### Meilleure actrice dans un film dramatique
- Hilary Swank pour le rôle de Maggie Fitzgerald dans Million Dollar Baby
  - Laura Linney pour le rôle de Louise Harrington dans P.S.
  - Catalina Sandino Moreno pour le rôle de María Álvarez dans Maria, pleine de grâce (María, llena eres de gracia)
  - Imelda Staunton pour le rôle de Vera Drake dans Vera Drake
  - Uma Thurman pour le rôle de Beatrix Kiddo dans Kill Bill: Vol. 2
  - Sigourney Weaver pour le rôle de Sandy Travis dans Imaginary Heroes

#### Meilleur acteur dans un film musical ou une comédie
- Jamie Foxx pour le rôle de Ray Charles dans Ray
  - Gerard Butler pour le rôle du Fantôme dans Le Fantôme de l'Opéra (The Phantom of the Opera)
  - Jim Carrey pour le rôle de Joel Barish dans Eternal Sunshine of the Spotless Mind
  - Paul Giamatti pour le rôle de Miles dans Sideways
  - Kevin Kline pour le rôle de Cole Porter dans De-Lovely
  - Bill Murray pour le rôle de Steve Zissou dans La Vie aquatique (The Life Aquatic with Steve Zissou)

#### Meilleure actrice dans un film musical ou une comédie
- Annette Bening pour le rôle de Julia Lambert dans Adorable Julia (Being Julia)
  - Jena Malone pour le rôle de Mary dans Saved!
  - Natalie Portman pour le rôle de Sam dans Garden State
  - Emmy Rossum pour le rôle de Christine Daaé dans Le Fantôme de l'Opéra (The Phantom of the Opera)
  - Kerry Washington pour le rôle de Della Bea Robinson dans Ray
  - Kate Winslet pour le rôle de Clementine Kruczynski dans Eternal Sunshine of the Spotless Mind

#### Meilleur acteur dans un second rôle dans un film dramatique
- Christopher Walken pour le rôle de Turner Lair dans De pères en fils (Around the Bend)
  - David Carradine pour le rôle de Bill dans Kill Bill: Vol. 2
  - Jamie Foxx pour le rôle de Max Durocher dans Collatéral (Collateral)
  - Alfred Molina pour le rôle du Docteur Octopus dans Spider-Man 2
  - Clive Owen pour le rôle de Larry Gray dans Closer, entre adultes consentants (Closer)
  - Peter Sarsgaard pour le rôle de Clyde Martin dans Dr Kinsey (Kinsey)

#### Meilleure actrice dans un second rôle dans un film dramatique
- Gena Rowlands pour le rôle d'Allie Calhoun (âgée) dans N'oublie jamais (The Notebook)
  - Cate Blanchett pour le rôle de Katharine Hepburn dans Aviator (The Aviator)
  - Daryl Hannah pour le rôle d'Elle Driver dans Kill Bill : Vol. 2
  - Laura Linney pour le rôle de Clara McMillen dans Dr Kinsey (Kinsey)
  - Natalie Portman pour le rôle d'Alice dans Closer, entre adultes consentants (Closer)
  - Kyra Sedgwick pour le rôle de Vicki dans The Woodsman

#### Meilleur acteur dans un second rôle dans un film musical ou une comédie
- Thomas Haden Church pour le rôle de Jack dans Sideways
  - Joseph Fiennes pour le rôle de Bassanio dans Le Marchand de Venise (The Merchant of Venice)
  - Jeremy Irons pour le rôle de Michael Gosselyn dans Adorable Julia (Being Julia)
  - Peter Sarsgaard pour le rôle de Mark dans Garden State
  - Mark Wahlberg pour le rôle de Tommy Corn dans J'♥ Huckabees (I ♥ Huckabees)
  - Patrick Wilson pour le rôle de Raoul dans Le Fantôme de l'Opéra (The Phantom of the Opera)

#### Meilleure actrice dans un second rôle dans un film musical ou une comédie
- Regina King pour le rôle de Margie Hendricks dans Ray
  - Lynn Collins pour le rôle de Portia dans Le Marchand de Venise (The Merchant of Venice)
  - Minnie Driver pour le rôle de Carlotta dans Le Fantôme de l'Opéra (The  Phantom of the Opera)
  - Cloris Leachman pour le rôle d'Evelyn Wright dans Spanglish
  - Virginia Madsen pour le rôle de Maya dans Sideways
  - Sharon Warren pour le rôle d'Aretha Robinson dans Ray

#### Meilleure distribution
- Sideways

#### Meilleur scénario original
- Ray – James L. White
  - Aviator (The Aviator) – John Logan
  - Hotel Rwanda – Keir Pearson et Terry George
  - Dr Kinsey (Kinsey) – Bill Condon
  - La Vie aquatique (The Life Aquatic with Steve Zissou) – Wes Anderson et Noah Baumbach

#### Meilleur scénario adapté
- Million Dollar Baby – Paul Haggis
  - Closer, entre adultes consentants (Closer) – Patrick Marber
  - Le Fantôme de l'Opéra (The  Phantom of the Opera) – Joel Schumacher
  - Sideways – Alexander Payne et Jim Taylor

#### Meilleure direction artistique
- De-Lovely
  - Aviator (The Aviator)
  - Le Secret des poignards volants (十面埋伏)
  - Le Fantôme de l'Opéra (The  Phantom of the Opera)
  - Capitaine Sky et le Monde de demain (Sky Captain and the World of Tomorrow)
  - Vanity fair, la foire aux vanités (Vanity fair)

#### Meilleurs costumes
- Vanity fair, la foire aux vanités (Vanity fair)
  - Aviator (The Aviator)
  - De-Lovely
  - Le Fantôme de l'Opéra (The  Phantom of the Opera)
  - Le Secret des poignards volants (十面埋伏)
  - Capitaine Sky et le Monde de demain (Sky Captain and the World of Tomorrow)

#### Meilleure photographie
- Le Secret des poignards volants (十面埋伏) – Zhao Xiaoding
  - Aviator (The Aviator)
  - Les Désastreuses Aventures des orphelins Baudelaire (Lemony Snicket's A Series of Unfortunate Events) – Emmanuel Lubezki
  - Le Fantôme de l'Opéra (The Phantom of the Opera)
  - Un long dimanche de fiançailles
  - Spider-Man 2

#### Meilleur montage
- Collatéral (Collateral)
  - Aviator (The Aviator)
  - Closer, entre adultes consentants (Closer)
  - Les Désastreuses Aventures des orphelins Baudelaire (Lemony Snicket's A Series of Unfortunate Events) – Dylan Tichenor
  - Le Secret des poignards volants (十面埋伏)
  - Spider-Man 2

#### Meilleur son (montage et mixage)
- Collatéral (Collateral)
  - Aviator (The Aviator)
  - Code 46
  - Le Fantôme de l'Opéra (The  Phantom of the Opera)
  - Le Secret des poignards volants (十面埋伏)
  - Spider-Man 2 – Paul N. J. Ottosson, Kevin O'Connell, Greg P. Russell, Jeffrey J. Haboush, Joseph Geisinger et Susan Dudeck

#### Meilleurs effets visuels
(ex æquo)
- Aviator (The Aviator)
- Le Secret des poignards volants (十面埋伏)
  - Collatéral (Collateral)
  - Eternal Sunshine of the Spotless Mind
  - Capitaine Sky et le Monde de demain (Sky Captain and the World of Tomorrow)
  - Spider-Man 2 – John Dykstra, Scott Stokdyk, Anthony LaMolinara et John Frazier

#### Meilleure musique de film
- Napoleon Dynamite – John Swihart
  - Irrésistible Alfie (Alfie) – Mick Jagger, John Powell et David A. Stewart
  - Aviator (The Aviator) – Howard Shore
  - Neverland (Finding Neverland) – Jan A. P. Kaczmarek
  - Les Indestructibles (The Incredible) – Michael Giacchino
  - Spider-Man 2 – Danny Elfman

#### Meilleure chanson originale
- "Million Voices" – Hôtel Rwanda
  - "Believe" – Le Pôle express (The Polar Express)
  - "Blind Leading the Blind" – Irrésistible Alfie (Alfie)
  - "The Book of Love" – Shall We Dance ?
  - "Learn to Be Lonely" – Le Fantôme de l'Opéra (The  Phantom of the Opera)
  - "Shine Your Light" – Piège de feu (Ladder 49)

#### Meilleur film en langue étrangère
- Mar adentro •  Espagne
  - La Mauvaise Éducation (La mala educación) •  Espagne
  - À corps perdu (Non ti muovere) •  Italie
  - Le Secret des poignards volants (十面埋伏) •  Chine
  - Carnets de voyage (Diarios de motocicleta) •  Argentine
  - Un long dimanche de fiançailles •  France

#### Meilleur film d'animation
- Les Indestructibles (The Incredibles)
  - Le Pôle express (The Polar Express)
  - Shrek 2
  - Bob l'éponge, le film (The SpongeBob SquarePants Movie)
  - Le Chouchou du professeur (Teacher's Pet)
  - Team America, police du monde (Team America: World Police)

#### Meilleur documentaire
- Super Size Me
  - Born into Brothels
  - The Fuente Family: An American Dream
  - Lightning in a Bottle
  - La Mort suspendue (Touching the Void)
  - Tupac : Resurrection

### Télévision
Note : le symbole «  ♕ » rappelle le gagnant de l'année précédente (si nomination).

#### Meilleure série télévisée dramatique
- Nip/Tuck
  - Boston Justice (Boston Legal)
  - The L Word
  - Lost : Les Disparus (Lost)
  - The Shield ♕

#### Meilleure série télévisée musicale ou comique
- Desperate Housewives
  - Arrested Development ♕
  - The Bernie Mac Show
  - Gilmore Girls
  - Scrubs

#### Meilleure mini-série
- The Lost Prince
  - Les 4400 (The 4400)
  - American Family
  - Charles II: The Power & the Passion
  - Suspect numéro 1 (Prime Suspect)
  - The Second Coming

#### Meilleur téléfilm
- Redemption: The Stan Tookie Williams Story
  - Helter Skelter
  - Iron Jawed Angels
  - Moi, Peter Sellers (The Life and Death of Peter Sellers)
  - Something the Lord Made

#### Meilleur acteur dans une série télévisée dramatique
- Matthew Fox pour le rôle de Jack Shephard dans Lost : Les Disparus (Lost)
  - Vincent D'Onofrio pour le rôle de Robert Goren dans New York, section criminelle (Law & Order: Criminal Intent)
  - Anthony LaPaglia pour le rôle de Jack Malone dans FBI : Portés disparus (Without A Trace)
  - James Spader pour le rôle d'Alan Shore dans Boston Justice (Boston Legal)
  - Treat Williams pour le rôle d'Andrew Brown dans Everwood

#### Meilleure actrice dans une série télévisée dramatique
- Laurel Holloman pour le rôle de Tina Kennard dans The L Word
  - Jennifer Garner pour le rôle de Sydney Bristow dans Alias
  - Evangeline Lilly pour le rôle de Kate Austen dans Lost : Les Disparus (Lost)
  - Joely Richardson pour le rôle de Julia McNamara dans Nip/Tuck
  - Amber Tamblyn pour le rôle de Joan Girardi dans Le Monde de Joan (Joan of Arcadia)

#### Meilleur acteur dans une série télévisée musicale ou comique
- Jason Bateman pour le rôle de Michael Bluth dans Arrested Development
  - Zach Braff pour le rôle de John "J.D." Dorian dans Scrubs
  - Larry David pour son propre rôle dans Larry et son nombril (Curb Your Enthusiasm)
  - Bernie Mac pour le rôle de Bernie McCullough dans The Bernie Mac Show♕
  - Damon Wayans pour le rôle de Michael Kyle dans Ma famille d'abord (My Wife and Kids)

#### Meilleure actrice dans une série télévisée musicale ou comique
- Portia de Rossi pour le rôle de Lindsay Bluth Fünke dans Arrested Development
  - Marcia Cross pour le rôle de Bree Van de Kamp dans Desperate Housewives
  - Teri Hatcher pour le rôle de Susan Mayer dans Desperate Housewives
  - Felicity Huffman pour le rôle de Lynette Scavo dans Desperate Housewives
  - Lauren Graham pour le rôle de Lorelai Gilmore dans Gilmore Girls
  - Maya Rudolph pour plusieurs personnages dans Saturday Night Live

#### Meilleur acteur dans une mini-série ou un téléfilm
- Jamie Foxx pour le rôle de Stanley Williams dans Redemption: The Stan Tookie Williams Story
  - Keith Carradine pour le rôle de Wild Bill Hickok dans Deadwood
  - Mos Def pour le rôle de Vivien Thomas dans Something the Lord Made
  - Alan Rickman pour le rôle de Alfred Blalock dans Something the Lord Made
  - Geoffrey Rush pour le rôle de Peter Sellers dans Moi, Peter Sellers (The Life and Death of Peter Sellers)

#### Meilleure actrice dans une mini-série ou un téléfilm
- Dianne Wiest pour le rôle de Lily dans The Blackwater Lightship (en)
  - Clea DuVall pour le rôle de Linda Kasabian dans Helter Skelter
  - Angela Lansbury pour le rôle de Dora dans The Blackwater Lightship (en)
  - Helen Mirren pour le rôle de Jane Tennison dans Suspect numéro 1 (Prime Suspect)
  - Miranda Richardson pour le rôle de la reine Mary dans The Lost Prince

#### Meilleur acteur dans un second rôle
- Bill Nighy pour le rôle d'Arthur Bigge, 1er baron de Stamfordham dans The Lost Prince
  - Brad Dourif pour le rôle de Doc Cochran dans Deadwood
  - Balthazar Getty pour le rôle de Ben Edmonds dans Traffic
  - William H. Macy pour le rôle de John Irwin dans Stealing Sinatra
  - Keith McErlean pour le rôle de Declan dans The Blackwater Lightship (en)

#### Meilleure actrice dans un second rôle
- Anjelica Huston pour le rôle de Carrie Chapman Catt dans Iron Jawed Angels
  - Emily Watson pour le rôle d'Anne Sellers dans Moi, Peter Sellers (The Life and Death of Peter Sellers)
  - Helen McCrory pour le rôle de Barbara Palmer dans Charles II: The Power & the Passion
  - Mary Stuart Masterson pour le rôle de Helen Taussig dans Something the Lord Made
  - Gina McKee pour le rôle de Charlotte Bill dans The Lost Prince

### DVD

#### Meilleur ensemble de DVD
- Spider-Man 2
  - Pirates des Caraïbes : La Malédiction du Black Pearl (Pirates of the Caribbean: The Curse of the Black Pearl) (pour le coffret 3 DVD)

#### Meilleur DVD supplémentaire
- Spider-Man 2

## Récompenses spéciales

### Mary Pickford Award
- Susan Sarandon

### Nikola Tesla Award
- Jerry Lewis

## Récompenses et nominations multiples

### Nominations multiples
Cinéma
11 : Aviator, Le Fantôme de l'Opéra
7 : Ray, Le Secret des poignards volants, Sideways
6 : Dr Kinsey, Spider-Man 2
4 : Hotel Rwanda, Kill Bill vol. 2, Collatéral, Closer, entre adultes consentants
3 : Maria, pleine de grâce, Le Marchand de Venise, Eternal Sunshine of the Spotless Mind, La Vie aquatique, De-Lovely, Capitaine Sky et le Monde de demain
2 : Neverland, Napoleon Dynamite, Mar adentro, Carnets de voyage, Million Dollar Baby, Vanity fair, la foire aux vanités, Les Indestructibles, Un long dimanche de fiançailles, Les Désastreuses Aventures des orphelins Baudelaire
Télévision
4 : Desperate Housewives, The Lost Prince, Something the Lord Made
3 : Lost : Les Disparus, Arrested Development, The Blackwater Lightship (en), Moi, Peter Sellers
2 : Nip/Tuck, Boston Justice, The L Word, The Bernie Mac Show,  Gilmore Girls, Scrubs, Redemption: The Stanley Williams Story, Charles II: The Power & the Passion, Suspect numéro 1, Iron Jawed Angels, Helter Skelter, Deadwood

### Récompenses multiples
Légende : Nombre de récompenses/Nombre de nominations
Cinéma
3 / 7 : Ray,Sideways
3 / 4 : Hotel Rwanda
2 / 7 : Le secret des poignards volants
2 / 2 : Million Dollar Baby
Télévision
2 / 4 : The Lost Prince
2 / 3 : Arrested Development
2 / 2 : Redemption: The Stan Tookie Williams Story